# Makungu
Makungu ist ein Verwaltungsbezirk (englisch Ward) des Distrikts Mufindi in der tansanischen Region Iringa.

## Geografie
Makungu liegt im südlichen Hochland von Tansania etwa 45 Kilometer Luftlinie südlich der Distrikthauptstadt Mafinga. Der Bezirk grenzt im Norden an Mninga und Mtwango, im Nordosten an Luhunga, im Südosten an die Region Morogoro, im Südwesten an Idete und im Westen an Kiyowela. Bei der Volkszählung 2022 lebten 17.393 Menschen in 5175 Haushalten auf einer Fläche von 371 Quadratkilometern.

## Gliederung
Der Bezirk besteht aus fünf Gemeinden (swahili Mtaa) mit 16 Orten (Kitongoji):
| Makungu - Muungano - Lole - Lugavilo | Mabaoni - Kidindye - Mshikamano - Tazara - Mabaoni | Lugolofu - Ulete - Uzunguni - Ruaha | Kitasengwa - Mwenge - Matumaini - Mwongozo | Lugema - Majengo - Mlima Wa Shule - Mlima Wa Kanisa |

## Wirtschaft und Infrastruktur
- Landwirtschaft: Im Bezirk werden rund 9000 Hühner, 2000 Rinder und 1000 Schweine gehalten.[8]
- Bildung: In Makangu liegen zwei weiterführende Schulen. Die Makungu Secondary School und die Mgololo Secondary School sind beides staatliche Schulen, die Tages- und Internatsschüler bis zur 4. Stufe ausbilden.[9][10]
- Straße: In Mafinga zweigt die nicht asphaltierte Nationalstraße T30 von der T1 ab und führt bis zur Kleinstadt Makangu.[11]
- Flughafen: Östlich der Stadt Makangu liegt der Flughafen Mufindi mit einer 900 Meter langen Landebahn.[12]
- Eisenbahn: Durch den Bezirk verläuft die Tanzania–Zambia Railway.[3]